# كيفن شتيفان
كيفن شتيفان (بالألمانية: Kevin Stephan)‏ (23 يوليو 1990 ببرلين في ألمانيا - ) هو لاعب كرة قدم ألماني في مركز الوسط. لعب مع إرتسغيبيرغه آوه ونادي هرتا برلين وHertha BSC II ‏.

## وصلات خارجية
- كيفن شتيفان على موقع قاعدة بيانات كرة القدم.إي يو (الإنجليزية)
- كيفن شتيفان على موقع بيانات كرة القدم. دي إي (الألمانية)
- كيفن شتيفان على موقع Soccerway.com (الإنجليزية)